# LAUGH + ROUGH
『LAUGH + ROUGH』（ラフ・アンド・ラフ）はL⇔Rの2枚目のオリジナルアルバム。

## 概要
- 前作から約7か月ぶりのオリジナルアルバム。

## 収録曲
1. LAUGH SO ROUGH (1:42)
作詞:L⇔R、作曲:黒沢健一
2. YOUNGER THAN YESTERDAY 迷宮の少年たち (4:20)
作詞:L⇔R、作曲:黒沢健一  
  - 健一が16歳の頃に作り上げた曲。魔法のように曲をスラスラ作り上げていく兄の姿を隣で見ていた秀樹はこの人は天才なんだと思ったという。[1]
3. BABY BACK (4:16)
作詞:L⇔R、作曲:黒沢健一  
  - 元々は健一がアマチュアバンド時代に作った曲のリメイク版。曲は島田奈美の『He Loves Her』（作詞は有川正沙子）としても提供されている。
4. PUMPING'92 素敵なパンピング (1:06)
作曲:L⇔R
5. RIGHTS AND DUES (4:25)
作詞:Brian Peck、作曲:黒沢健一
6. (too many flowers and mirrors)IN MY ROOM (3:53)
作詞:嶺川貴子、作曲:黒沢健一
  - 嶺川貴子がボーカルを担当
7. WHAT“P”SEZ? はっきりしようぜ (3:20)
作詞:黒沢健一、作曲:黒沢健一
8. I CAN'T STAND IT 気分は限界 (1:26)
作詞：Clark Dave・Davidson Lenny、作曲：Clark Dave・Davidson Lenny
  - デイヴ・クラーク・ファイヴのカバー。
9. PASSIN' THROUGH pt.1 '73追憶の日々 (3:15)
作詞:黒沢秀樹、作曲:黒沢健一
10. ONE IS MAGIC(and the other is logic) 魔法と理屈 (6:19)
作詞:黒沢健一、作曲:黒沢健一
11. PASSIN' THROUGH pt.2 (2:04)
作詞:黒沢秀樹、作曲:黒沢健一
12. LAUGH SO ROUGH(reprise) (0:47)
作詞:L⇔R、作曲:黒沢健一
13. (I WANNA)BE WITH YOU (4:44)
作詞:黒沢健一、作曲:黒沢健一
  - 2ndシングル。シングル版と比べ、歌詞が追加され収録時間が長くなっている。

Produced by Daiji Okai for Double Dare Company.